# Ruellia tuberosa
Ruellia tuberosa L., 1753 è una pianta angiosperma della famiglia delle Acantacee.

## Descrizione
È una piccola pianta biennale con spesse radici tuberose fusiformi e fiori di un brillante colore viola a forma di imbuto. Il frutto è una capsula sessile lunga 2 cm contenente circa 20 semi.
Alcuni dei nomi della pianta, come baccello scoppiettante, fucile a due canne e pianta petardo, derivano dal fatto che ai bambini piace giocare con i baccelli secchi che scoppiano quando vengono a contatto con l'acqua.

## Ecologia
Alcune specie di farfalle, come Spodoptera litura, Tripudia quadrifera, Anartia jatrophae, Junonia almana, Junonia evarete, Junonia lemonias e Junonia genoveva, si nutrono delle foglie di Ruellia tuberosa.

## Distribuzione e habitat
La pianta è nativa dell'America centrale, ma attualmente è stata naturalizzata in molti paesi della zona tropicale, come l'Asia meridionale e il Sud-est asiatico.
Può essere trovata in ambienti umidi e ombreggiati. Tuttavia cresce preferibilmente nelle praterie e sui bordi delle strade, spesso come erbaccia nei campi coltivati e anche in habitat xerofili e ruderali.

## Proprietà
Nella medicina popolare e nella medicina ayurvedica è stata usata come diuretico, anti-diabetico, antipiretico, analgesico, antiipertensivo, gastroprotettivo e per trattare la gonorrea. Inoltre è usata come una tintura naturale per i tessuti.